# Râul Dara, Valea Rea
- Pentru alte sensuri ale numelui, vedeți Dara (dezambiguizare)

Râul Dara este un râu afluent al râului Valea Rea din județul Argeș, România.

## Hărți
- Harta Județul Argeș
- Munții Făgăraș  Arhivat în 8 septembrie 2013, la Wayback Machine.
- Alpinet - Munții Făgăraș